# Tamarine Tanasugarn
Tamarine Tanasugarn (thai: แทมมารีน ธนสุกาญจน; født 24. maj 1977 i Los Angeles, USA) er en professionel tennisspiller fra Thailand.